# Kurt Wilhelm
Kurt Wilhelm (8 de marzo de 1923 - 25 de diciembre de 2009) fue un director, guionista y escritor de nacionalidad alemana.

## Biografía

### Inicios
Su nombre completo era Kurt Otto Wilhelm, y nació en Múnich, en el barrio de Schwabing. Recibió educación en el Seminario Max Reinhardt y en la Universidad de Música y Arte Dramático de Viena. Tras unos primeros papeles en el Burgtheater y en el Theater in der Josefstadt en la temporada 1942/43, pasó al Schauspielhaus Stuttgart, donde fue actor, dramaturgo y ayudante de dirección.

### Conflicto con el régimen Nazi
A principios de 1944, la Gestapo arrestó a Wilhelm y lo llevó ante un tribunal especial. Alguien había interceptado una carta escrita por Wilhelm en la cual criticaba duramente al régimen nazi. Wilhelm fue afortunado: sorprendentemente, el fiscal demostró ser antinazi, e impidió que el escritor de 21 años fuera llevado ante la justicia. Finalizada la Segunda Guerra Mundial, Wilhelm declaró a favor de su salvador en un juicio de desnazificación.
En el verano de 1944, Wilhelm, afecto de poliomielitis, fue liberado del centro de detención por incapacidad. Inmediatamente se fue de viaje a fin de evitar un nuevo arresto, y en 1945 volvió a Múnich, su ciudad natal.

### Radio y televisión
En Múnich trabajó como jefe de departamento y como director en Bayerischer Rundfunk, emisora en la que continuó hasta el año 1988. Estuvieron a su cargo diferentes emisiones y series radiotelevisivas, como fue el caso de Brummlg’schichten, Der Komödienstadel o Fleckerlteppich, obteniendo con ello, no solo la popularidad entre la audiencia, sino varios premios concedidos por la crítica.
Wilhelm jugó también, a partir de los años 1950, un importante trabajo en la joven televisión alemana. En particular, fueron conocidas sus producciones de opereta, cuidadosamente arregladas para la televisión y dirigidas musicalmente por Franz Marszalek (junto a las producciones radiofónicas del género, Wilhelm llegó a las 600 adaptaciones de piezas musicales). Sin embargo, también dirigió la primera emisión del género Zeichengeschichten de la televisión alemana, con dibujos de Reiner Zimnik y con el actor Joachim Fuchsberger como locutor. En muchos de los shows Kurt Wilhelms colaboró con su hermano, el compositor Rolf Alexander Wilhelm. Kurt Wilhelm tuvo relación sentimental con la actriz Gerlinde Locker (nacida en 1938), con la cual tuvo un hijo, el periodista Anatol Locker (nacido en 1963).

### Teatro
Tras trabajar con éxito en diferentes obras teatrales en Múnich, escribió en la temporada 1974/75 para el Bayerisches Staatsschauspiel una exitosa adaptación de Der Brandner Kaspar, que su tatarabuelo Wolfgang Franz von Kobell escribió en 1871 en la revista Fliegende Blätter. La comedia de Wilhelm Der Brandner Kaspar und das ewig’ Leben, tras representarse en el Residenztheater de Múnich fue emitida en varios episodios por radio televisión. En la adaptación trabajaron los actores Fritz Straßner, Gustl Bayrhammer y Toni Berger, y llegó a publicarse un disco con la obra. La pieza fue un gran éxito en su estreno en el Münchener Staatsschauspiel, representándose hasta los años 1990 sin interrupción. Para Toni Berger la obra fue el mayor éxito de su carrera teatral, representando su papel a lo largo de casi 20 años seguidos.
Otra pieza propia, Wolf im Nerz, fue llevada por Wilhelm al escenario en 1984.
Kurt Wilhelm falleció en Straßlach, Múnich, en el año 2009.)

## Filmografía (selección)
- 1964 : Sicher ist sicher (TV)
- 1965 : Die schwedische Jungfrau
- 1976 : Vater Seidl und sein Sohn (serie TV)
- 1985 : Hochzeit (TV)

## Escritos
Wilhelm fue también escritor, publicando novelas, cuentos y libros sobre Richard Strauss y su obra.
- Brummlg’schichten. Ein Buch über die Sendereihe von Radio München, die Herrn Xaver Brumml’s Erlebnisse und Abenteuer zum Inhalt hat, Múnich 1948
- Alle sagen Dickerchen. Ein Lied von Leib und Liebe, ilustraciones de Reiner Zimnik, música de Rolf Alexander Wilhelm, Múnich, 1956
- O Maria hilf! und zwar sofort! damit’s ein (r)echter Bayer wird, ilustrado por Josef Oberberger. Rosenheimer Verlagshaus, Rosenheim, 1978, ISBN 3-475-52235-7
- Bairische Raritäten in Vers und Prosa, con ilustraciones de Ernst Maria Lang y Josef Oberberger. Ehrenwirth Verlag, Múnich, 1978, ISBN 3-431-02050-X
- Paradies, Paradies!, 1981
- Ja, ja – die Kunscht!, ilustrado por Josef Oberberger, Verlagsanstalt Bayerland, Dachau, 1993, ISBN 3-89251-158-6
- Der Brandner Kaspar und das ewig' Leben, versión teatral, Rosenheimer Verlag, ISBN 978-3-475-53493-5

## Discografía
- Brummlg’schichten ISBN 3-934044-55-7 (casete), ISBN 978-3-934044-80-7 (CD-Set)
- Jonas der Angler/Lektro: Die verschwundene Melodie. Joachim Fuchsberger lee cuentos de Reiner Zimnik. Dirección de Kurt Wilhelm ISBN 3-8291-1103-7
- Kurt Wilhelm – Der Brandner Kaspar und das ewig' Leben. Komödie nach einer Erzählung, Motiven und Gedichten von Franz von Kobell. ISBN 3-934044-21-2
- Ich denke oft an Piroschka, de Hugo Hartung. Dirección de Kurt Wilhelm, Ullstein-Hörverlag, Múnich 2003 ISBN 3-550-09092-7

## Premios
- 1977 : Premio Bayerischer Poetentaler
- 1984 : Premio Oberbayerischer
- 1994 : Premio Honorífico Schwabinger
- 1994 : Orden de Karl Valentin
- Dos Premios Adolf Grimme
- Premio cultural de la Fundación Estatal de Baviera
- Medalla Ludwig Thoma
- Premio literario Siegfried Sommer
- Orden del Mérito de Baviera
- Cruz de la Orden del Mérito de la República Federal de Alemania